# Шандор Петьофи
Шандор Петьофи (на унгарски: Petőfi Sándor) е псевдоним на Александър Петрович, унгарски национален поет и революционер. С участието си в Унгарската революция от 1848 г. и ранната си смърт той се превръща в един от символите на стремежа на унгарците към свобода и национална независимост.

## Биография
Шандор Петьофи е роден през 1823 г. в Кишкьорьош. Родният език на баща му, Ищван Петрович, е унгарски, макар че има сръбски произход, а майка му, Мария Хрузова е словачка. Въпреки това Петьофи има ярко изразено унгарско самосъзнание и се превръща в духовен водач на радикалните групи, стремящи се към независимост на страната.
Семейството на Петьофи живее в Сабадсалаш, където баща му притежава кланица, по-късно в Кишкунфеледхаза. Той е изпратен да учи в Шелмецбаня, но след като баща му се разорява през 1838 г. е принуден да напусне училището. През следващите години работи в различни театри в Пеща, след това е учител в Ощфиасонфа и войник в Шопрон.
През 1842 г. Петьофи публикува първото си стихотворение „A borozó“ под псевдонима Шандор Петрович. Малко по-късно го публикува отново, използвайки за пръв път псевдонима Петьофи. През същата година той участва в пътуващ театър. Опитва се да се прехранва, като работи във вестник. Недохранен и болен, той пристига в Дебрецен, където приятели му помагат да се изправи на крака.
През 1844 г. Петьофи отива в Пеща, за да намери издател за стиховете си. Този път успява и започва да става все по-популярен. Той използва много фолклорни елементи и стила на популярните традиционни песни. Сред по-дългите му работи е поемата „Витязът Янош“ („János Vitéz“) от 1845 г. В същото време той се чувства неудовлетворен, тъй като цензурата и издателят му не му дават възможност да публикува стиховете си с по-политическа ориентация.
През 1846 г. Петьофи се запознава в Трансилвания с Юлия Сендреи, за която на следващата година се жени, въпреки волята на нейния баща, и прекарва медения си месец в замъка на граф Шандор Телеки. В следващите месеци той е още по-силно завладян от идеята за революция. Премества се в Пеща, където се включва в средата на радикално настроени студенти и интелектуалци. Те се стремят и към пропагандирането на унгарския език и литература, като през този период е открит първият постоянен унгарски театър.
Групата, в която участва Петьофи, насрочва за 19 март 1848 г. свикването на Национално събрание, което да одобри петиция с искания за независимост на Унгария, но те са изпреварени от събитията. На 15 март в Пеща достигат новините за началото на Австрийската революция във Виена и те решават да свикат събранието на същия ден. Петьофи е автор на „12 Pont“, списък с 12 искания, и на поемата „Nemzeti Dal“, с които започва Унгарската революция.
След първите седмици славата на Петьофи отшумява, но той продължава да пише стихове и публицистика, критикувайки водачите на революцията за тяхната умереност. Той се кандидатира на изборите за парламент, но не е избран.
По-късно Петьофи се присъединява към Трансилванската армия, водена от полския генерал Йожеф Бем, която води успешни действия срещу войските на Хабсбургите и румънски и саксонски милиции, но претърпява поражение от руските войски, изпратени да потушат революцията. Петьофи е видян за последен път по време на битката при Шегешвар на 31 юли 1849 г. Обстоятелствата около смъртта му са спорни.

## Поезия
Шандор Петьофи засяга много въпроси на социална и национална тематика. Превеждан е на почти всички европейски езици.
|  | Тази страница частично или изцяло представлява превод на страницата Sándor Petőfi в Уикипедия на английски. Оригиналният текст, както и този превод, са защитени от Лиценза „Криейтив Комънс – Признание – Споделяне на споделеното“, а за съдържание, създадено преди юни 2009 година – от Лиценза за свободна документация на ГНУ. Прегледайте историята на редакциите на оригиналната страница, както и на преводната страница, за да видите списъка на съавторите. ВАЖНО: Този шаблон се отнася единствено до авторските права върху съдържанието на статията. Добавянето му не отменя изискването да се посочват конкретни източници на твърденията, които да бъдат благонадеждни. |